# Lapsamita maddisoni
Genre
Espèce
Lapsamita maddisoni, unique représentant du genre Lapsamita, est une espèce d'araignées aranéomorphes de la famille des Salticidae.

## Distribution
Cette espèce est endémique de l'État de Bahia au Brésil,. Elle se rencontre à Santa Teresinha dans la serra da Jibóia.

## Description
Le mâle holotype mesure 3,37 mm et la femelle paratype 3,25 mm.

## Étymologie
Cette espèce est nommée en l'honneur de Wayne P. Maddison.

## Publication originale
- Ruiz, 2013 : Proposal and phylogenetic relationships of Lapsamita, new genus of lapsiines, and description of a new species (Araneae, Salticidae). PLOS ONE, vol. 8, no 2, p. e56188, 1-5 (texte intégral).